# Villagonzalo Pedernales
Villagonzalo Pedernales ist ein Ort und eine Gemeinde (municipio) mit 1.882 Einwohnern (Stand: 2024) in der Provinz Burgos in der nordspanischen Autonomen Region Kastilien-León.

## Lage und Klima
Die Gemeinde liegt in einer Talmulde der kastilischen Hochebene (meseta) in einer Höhe von etwa 900 m und ist etwa 7 km (Fahrtstrecke) in südwestlicher Richtung von der Stadt Burgos entfernt. Das Klima ist gemäßigt bis warm; Regen (ca. 570 mm/Jahr) fällt – mit Ausnahme der eher trockenen Sommermonate – übers Jahr verteilt.

## Bevölkerungsentwicklung
| Jahr      | 1857 | 1900 | 1950 | 2000 | 2019  |
| Einwohner | 542  | 642  | 733  | 777  | 1.827 |

Die Mechanisierung der Landwirtschaft und die Aufgabe bäuerlicher Kleinbetriebe führte zu einem Verlust an Arbeitsplätzen und zu einer Abwanderung eines großen Teils der Bevölkerung in die Städte. Die Nähe zur Stadt Burgos und die vergleichsweise günstigen Grundstückspreise ließen die Bevölkerung des Ortes um die Jahrtausendwende wieder anwachsen.

## Wirtschaft
Die Region ist seit Jahrhunderten ganz wesentlich von der Landwirtschaft geprägt; man lebte weitgehend als Selbstversorger, doch lagen auch die Märkte von Burgos in erreichbarer Entfernung. Im ausgehenden 20. Jahrhundert wurden zwei Gewerbegebiete (poligonos industriales) ausgewiesen.

## Geschichte

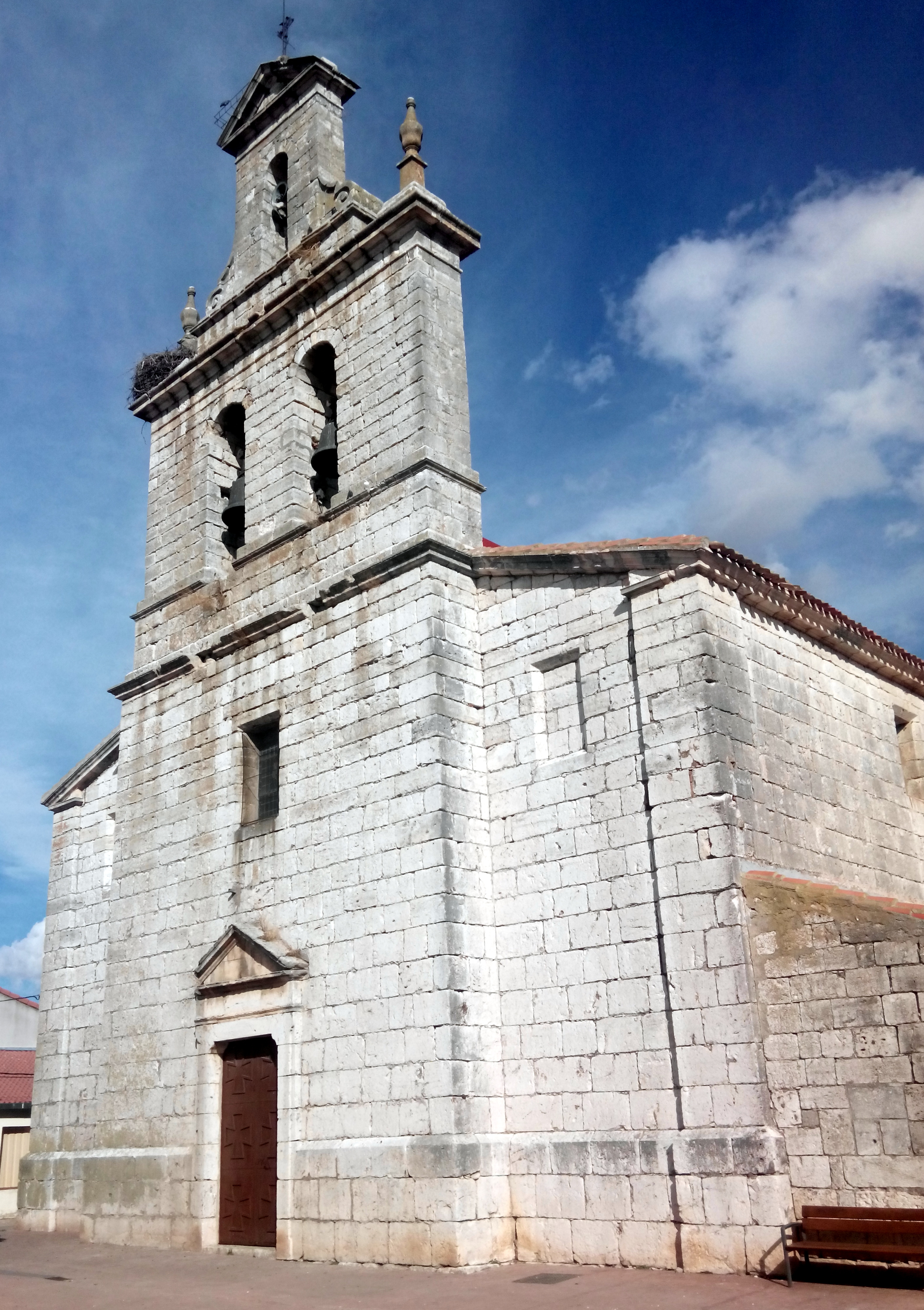
Iglesia San Vicente Martír

Der Ort Pedernales gehörte im Hochmittelalter zum Grundbesitz des Klosters San Julián de Pedrenales. Im 13. Jahrhundert kam er unter die Kontrolle der nahegelegenen Klöster Las Huelgas Reales und San Pedro de Cardeña. Zeitweise hatte auch das Erzbistum Burgos die Grundherrschaft (señorio) inne. An dieser Situation änderte sich bis zur Auflösung der Klöster und der mittelalterlichen Grundherrschaften (desamortisación) in Spanien nichts. Der Namenszusatz Villagonzalo wurde erst im 19. Jahrhundert hinzugefügt; er erinnert an den berühmtesten Sohn des Ortes, Gonzalo Téllez.

## Sehenswürdigkeiten
- Das zweigeschossige Rathaus (ayuntamiento) befindet sich in einem im 17. Jahrhundert erbauten ehemaligen Palast der Grafen von Villariezo. Die Fassade zeigt eine schöne Mischung aus hellen Bruchsteinen und roten Ziegelsteinen. Der dreiportalige Mittelrisalit schließt ab mit einem Giebelaufsatz, in welchem sich ein steinerner Wappenschild befindet.
- Die aus exakt behauenen Natursteinen errichtete dreischiffige Iglesia de San Vicente mit ihrem zweigeschossigen Glockengiebel (espadaña) und ihrer Südvorhalle (portico) stammt aus dem 16. Jahrhundert; sie wurde jedoch im 18. Jahrhundert umgestaltet. In den flach geschlossenen Apsiden im Innern der Kirche finden sich drei barocke Altarretabel.

## Persönlichkeiten
- Gonzalo Téllez (* um 870 in oder bei Pedernales) wird in einem Dokument des Jahres 903 als „Graf von Kastilien“ bezeichnet.